# Cnemolia nigromaculata
Cnemolia nigromaculata là một loài bọ cánh cứng trong họ Cerambycidae.